# Uzi Meshulam
Uzi Meshulam (30 octobre 1952 - 21 juin 2013) est un rabbin israélien d'origine yéménite, habitant Yehud.

## Histoire
À la fin des années 1970, il enseigne la Torah dans un lycée religieux, et de nombreux étudiants se rassemblent autour de lui.
Meshulam s'est fait connaître avec l'affaire Yehoud qui a débuté vers Pessa'h 1994. À cette période, Meshulam commença à distribuer des brochures sur le « kidnapping d'enfants yéménites ». Dans ces tracts, Meshulam affirmait que des dizaines d'enfants yéménites ayant été déclarés morts à leurs parents en arrivant en Israël ont en réalité été vendus à des familles juives américaines. Meshulam et ses disciples demandèrent une commission d'enquête gouvernementale. La situation se dégrada avec la plainte émise par le rabbin aux autorités contre un prestataire local qui vidait son camion d'un excès de béton dans le système d'égout municipal de la maison du rabbin et de sa famille. 
Cette situation s'est transformée en siège de la propriété du rabbin par plusieurs centaines de policiers anti-émeute, l'assassinat par un tireur d'élite de Shlomy Assouline, un jeune homme de 21 ans, disciple du rabbin Meshulam, l'emprisonnement du rabbin lui-même, et l'incarcération de ses étudiants. Selon Sh.Madmoni-Gerber, les médias israéliens ont couvert ce conflit en occultant l'affaire des enfants yéménites et en mettant l'accent sur la personnalité du rabbin Meshulam, présenté comme déséquilibré. 
À la suite de ces événements, une commission d'enquête a été ouverte en janvier 1995, présidée par le juge Yehuda Cohen, qui a enquêté sur la disparition d'enfants d'immigrants en provenance du Yémen entre 1948 et 1954. Le comité a fourni des explications pour la plupart des cas de disparition, mais certains cas étaient restés alors inexpliqués.
En 2016 sous la pression de l'opinion juive orientale, Benjamin Netanyahou a autorisé l'ouverture des archives, qui ont révélé que 3500 à 5000 enfants juifs yéménites avaient effectivement été enlevés dans les hôpitaux israéliens.